# Hardcore (film 1979)
(La citazione dal poster originale del film, che esprime lo shock subito da Jake Van Dorn alla vista del film hardcore interpretato dalla figlia.)
Hardcore è un film del 1979 scritto e diretto da Paul Schrader, con protagonisti George C. Scott, Peter Boyle e Season Hubley.

## Trama
Jake Van Dorn è un imprenditore di Grand Rapids (Michigan), con forti convinzioni calviniste. Vive da solo con la figlia adolescente Kristen la quale scompare misteriosamente durante una sua trasferta californiana per un convegno religioso.
Van Dorn ingaggia Andy Mast, uno strano investigatore privato di Los Angeles, trovandola presto interprete di un film pornografico amatoriale. L'uomo è convinto che la ragazza sia stata sequestrata o circùita così egli disperato pubblica un annuncio come produttore di film per adulti, nella speranza di trovare informazioni.
Trascorsa una giornata di finte audizioni a dei personaggi stravaganti e perversi, si presenta in un ultimo un tipo trasandato di nome "Jism Jim", che l'uomo riconosce quale partner del filmato con la ragazza. Davanti a un atteggiamento sprezzante, Van Dorn estorce brutalmente le informazioni facendosi indirizzare a una tale Niki, giovanissima collega.
La ragazza si offre di collaborare nella ricerca, confidando nella buona volontà di Van Dorn, inseguendo un percorso sempre più cupo e con altrettanti personaggi, giungendo nella California meridionale, dove perviene un filmato truculento di tipo snuff girato in Messico, attraverso il quale risalire a dei criminali senza scrupoli, che detengono sua figlia, e che dovrà affrontare mortalmente fino alla liberazione. Van Dorn vorrebbe ricompensare Niki, la quale tuttavia diffida di lui e della possibilità di poter uscire dal turpe giro, così si allontana rassegnata, per continuare la sua vita per le strade.

## Riconoscimenti
- Festival internazionale del cinema di Berlino
  - Candidatura all'Orso d'oro alla miglior regia per Paul Schrader